# Dvorec (Radhostice)
Dvorec je malá vesnice, část obce Radhostice v okrese Prachatice v Jihočeském kraji. Nachází se asi jeden kilometr jižně od Radhostic. Je zde evidováno 24 adres. V roce 2011 zde trvale žilo 23 obyvatel.
Dvorec leží v katastrálním území Lštění u Radhostic o výměře 4,31 km².

## Historie
První písemná zmínka o vesnici pochází z roku 1360.

## Obyvatelstvo
| Rok            | 1869 | 1880 | 1890 | 1900 | 1910 | 1921 | 1930 | 1950 | 1961 | 1970 | 1980 | 1991 | 2001 | 2011 | 2021 |
| -------------- | ---- | ---- | ---- | ---- | ---- | ---- | ---- | ---- | ---- | ---- | ---- | ---- | ---- | ---- | ---- |
| Počet obyvatel | 146  | 145  | 126  | 125  | 135  | 122  | 128  | 71   | 72   | 40   | 31   | 23   | 25   | 23   | 29   |
| Počet domů     | 17   | 20   | 20   | 21   | 20   | 21   | 22   | 23   | 23   | 15   | 13   | 22   | 22   | 23   | 24   |

## Obecní správa
Při sčítání lidu v letech 1850–1920 Dvorec byl osadou obce Svatá Maří v okrese Prachatice. V letech 1921–1963 byl osadou obce Libotyně, se kterým patřil nejprve do okresu Prachatice, ale v roce 1950 v okrese Vimperk. Od roku 1964 je částí obce Radhostice v okrese Prachatice.

## Galerie

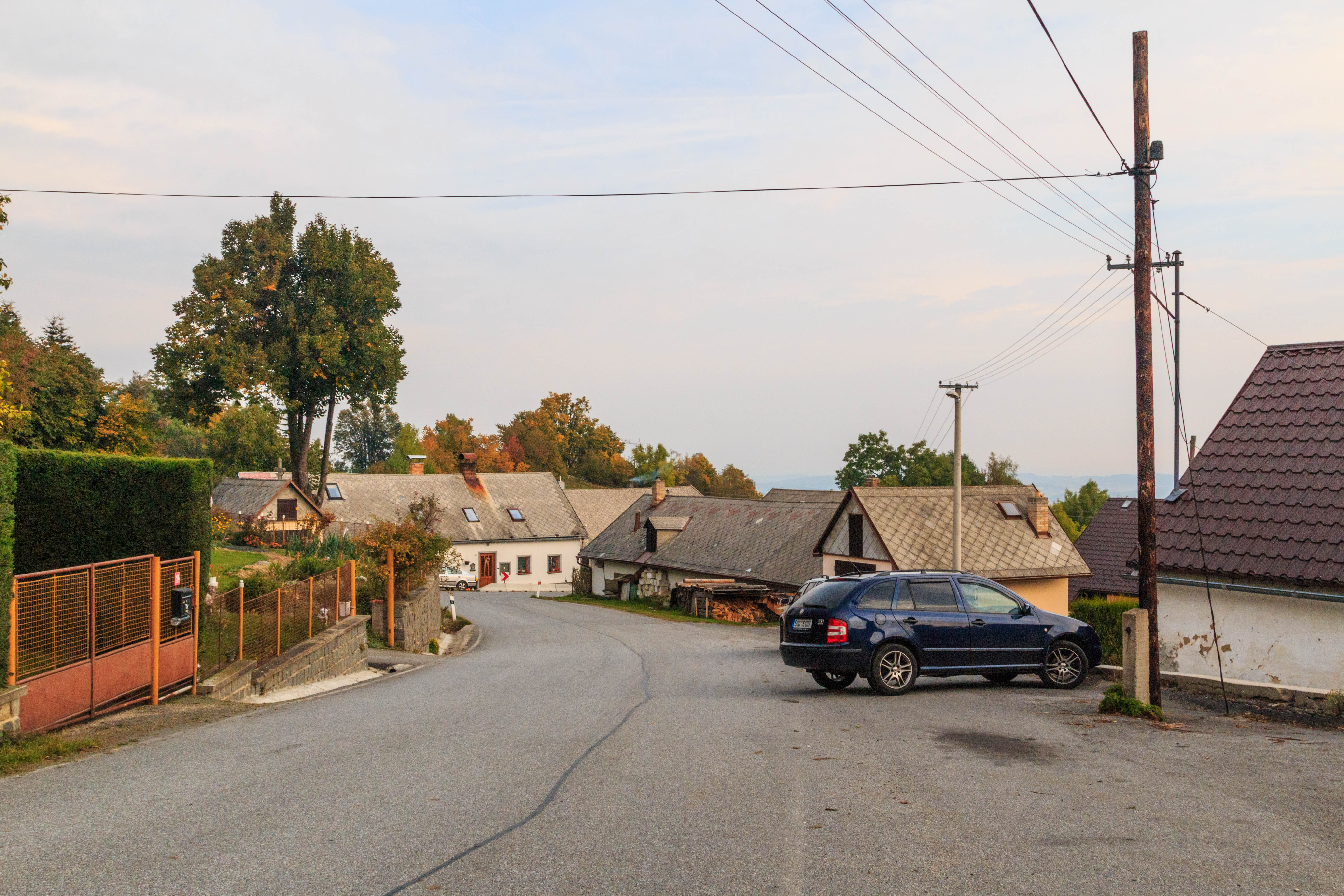
Dům čp. 18
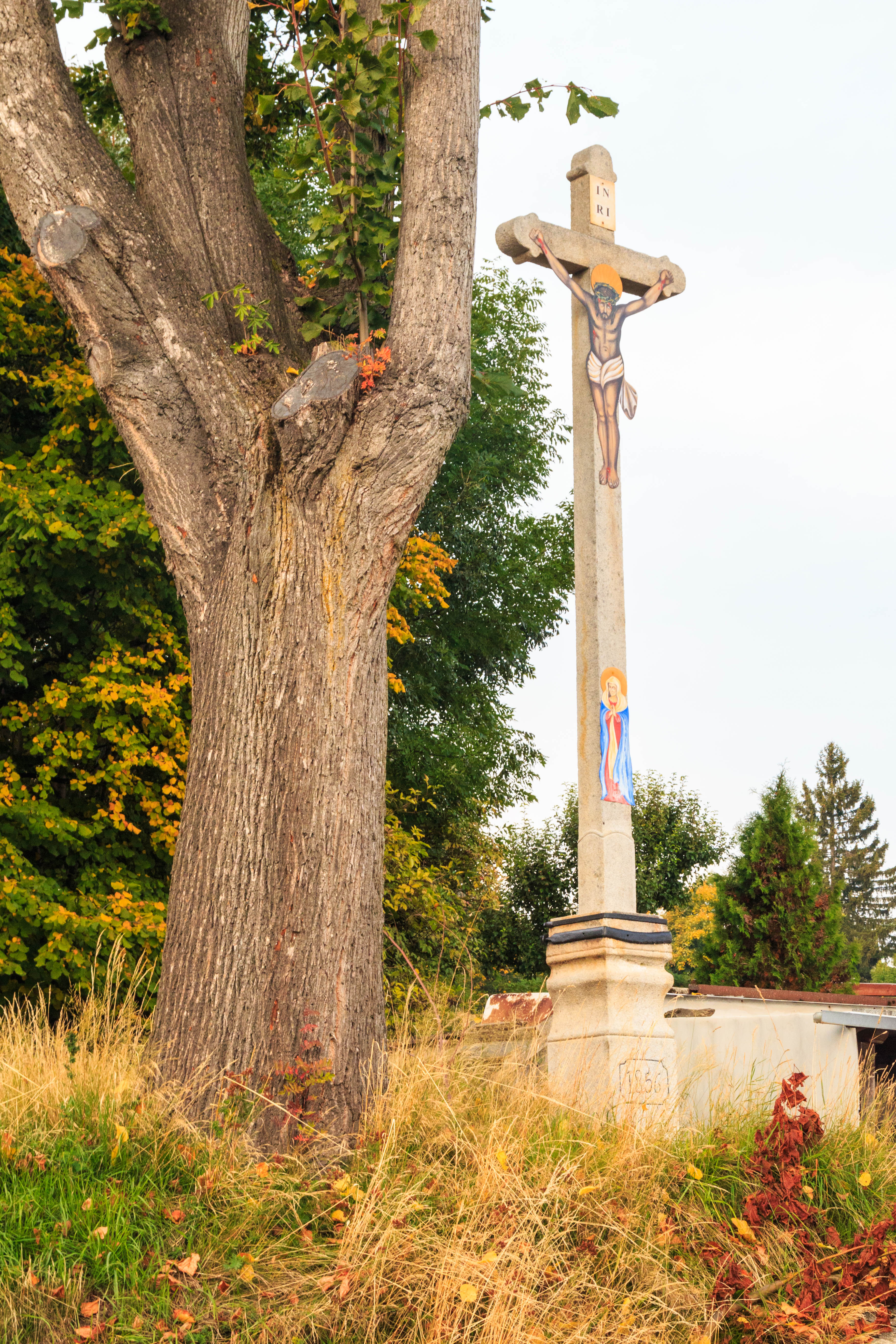
Kříž
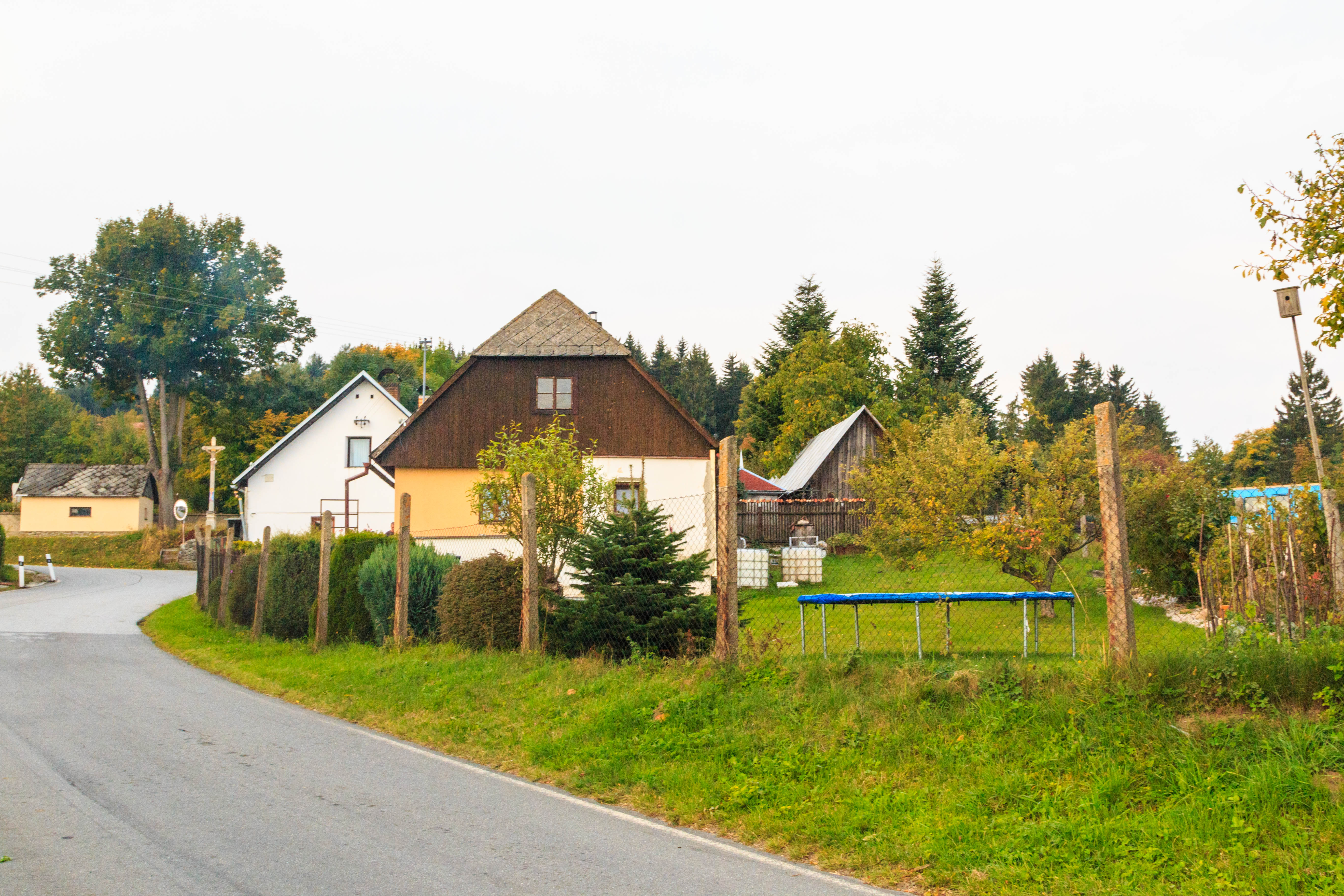
Dům čp. 5
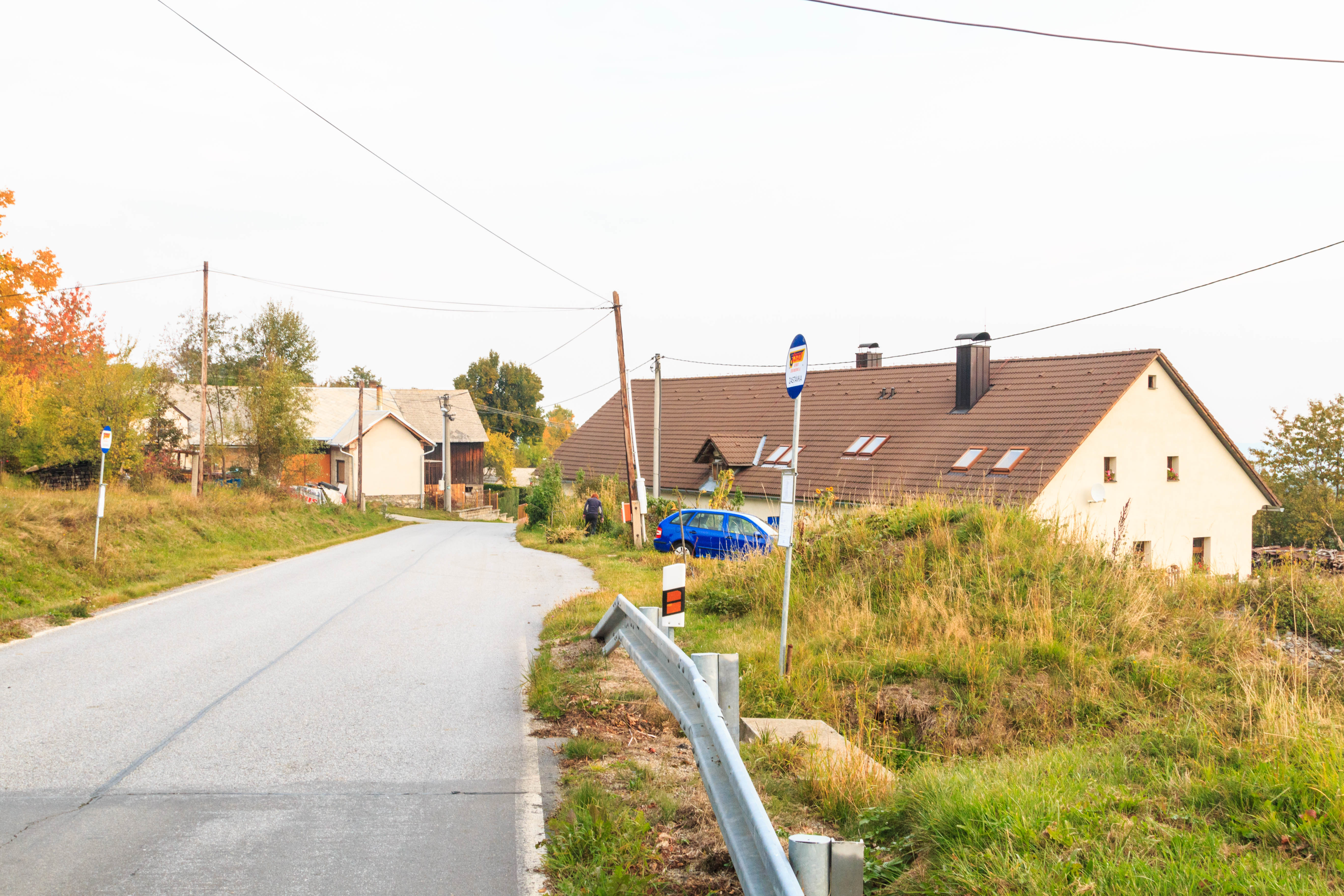
Dům čp. 2